# Ditha
Ditha es un género de arácnido del orden Pseudoscorpionida de la familia Tridenchthoniidae.

## Especies
Las especies de este género son::
- Ditha (Ditha) Chamberlin, 1929
  - Ditha elegans Chamberlin, 1929
  - Ditha loricata Beier, 1965
  - Ditha novaeguineae Beier, 1965
  - Ditha ogasawarensis Sato, 1981
  - Ditha palauensis Beier, 1957
  - Ditha philippinensis Chamberlin, 1929
  - Ditha proxima (Beier, 1951)
- Ditha (Paraditha) Beier, 1931
  - Ditha laosana Beier, 1951
  - Ditha latimana (Beier, 1931)
  - Ditha marcusensis (Morikawa, 1952)
  - Ditha pahangica Beier, 1955
  - Ditha sinuata (Tullgren, 1901)
  - Ditha sumatraensis (Chamberlin, 1923)
  - Ditha tonkinensis Beier, 1951